# Таджикистан на летних Олимпийских играх 2012
Таджикистан принимал участие в летних Олимпийских играх 2012 года, которые проходили в Лондоне (Великобритания) с 27 июля по 12 августа, где его представляли 16 спортсменов в семи видах спорта. На церемонии открытия Олимпийских игр флаг Таджикистана несла боксёр Мавзуна Чориева.
На летних Олимпийских играх 2012 Таджикистаном была завоёвана одна бронзовая медаль. Медаль завоевала Мавзуна Чориева, занявшая третье место в категории до 60 кг. Эта медаль стала третьей для Таджикистана в истории Олимпийских игр и первой в боксе и в соревнованиях женщин. В неофициальном медальном зачёте Таджикистан занял 79-е место.

## Медали
| Бронза |                 |                          |           |
| №      | Спортсмены      | Вид спорта (дисциплина)  | Дата      |
| 1      | Мавзуна Чориева | Бокс (женщины, до 60 кг) | 8 августа |

## Состав и результаты

### Бокс
Мужчины
| Соревнование | Спортсмены        | 1/16 финала              | 1/8 финала           | Четвертьфинал        | Полуфинал            | Финал                | Место |
| Соревнование | Спортсмены        | Соперник Результат       | Соперник Результат   | Соперник Результат   | Соперник Результат   | Соперник Результат   | Место |
| ------------ | ----------------- | ------------------------ | -------------------- | -------------------- | -------------------- | -------------------- | ----- |
| до 56 кг     | Анвар Юнусов      | Не участвовал            | MEXО. Вальдес П 7:13 | Завершил выступление | Завершил выступление | Завершил выступление | 9     |
| до 75 кг     | Собирджон Назаров | NAMМ. Касуто П 8:11      | Завершил выступление | Завершил выступление | Завершил выступление | Завершил выступление | 17    |
| до 81 кг     | Джахон Курбанов   | TUNЯ. Эль-Мекахари П 6:8 | Завершил выступление | Завершил выступление | Завершил выступление | Завершил выступление | 17    |

Женщины
| Соревнование | Спортсмены      | 1/8 финала         | Четвертьфинал      | Полуфинал           | Финал                 | Место |
| Соревнование | Спортсмены      | Соперник Результат | Соперник Результат | Соперник Результат  | Соперник Результат    | Место |
| ------------ | --------------- | ------------------ | ------------------ | ------------------- | --------------------- | ----- |
| до 60 кг     | Мавзуна Чориева | Не участвовала     | CHNДун Чэн В 13:8  | IRLК. Тейлор П 9:17 | Завершила выступление | 3     |

### Борьба
Мужчины
Вольная борьба
| Соревнование | Спортсмены       | 1/16 финала              | 1/8 финала            | Четвертьфинал        | Полуфинал            | Финал                | Место |
| Соревнование | Спортсмены       | Соперник Результат       | Соперник Результат    | Соперник Результат   | Соперник Результат   | Соперник Результат   | Место |
| ------------ | ---------------- | ------------------------ | --------------------- | -------------------- | -------------------- | -------------------- | ----- |
| до 55 кг     | Николай Ноев     | BULР. Великов П 0:3      | Завершил выступление  | Завершил выступление | Завершил выступление | Завершил выступление | 18    |
| до 66 кг     | Залимхан Юсупов  | RUSА. Гогаев В 3:0       | CANА. Гарсия П 1:3    | Завершил выступление | Завершил выступление | Завершил выступление | 11    |
| до 84 кг     | Юсуп Абдусаломов | ARMХ. Нурмагомедов П 1:3 | Завершил выступление  | Завершил выступление | Завершил выступление | Завершил выступление | 15    |
| до 96 кг     | Рустам Искандари | Не участвовал            | UKRВ. Андрейцев П 1:3 | Утешительный турнир  | Утешительный турнир  | Утешительный турнир  | 12    |
| до 96 кг     | Рустам Искандари | Не участвовал            | UKRВ. Андрейцев П 1:3 | Не проводится        | AZEХ. Газюмов П 1:3  | Завершил выступление | 12    |

### Дзюдо
Мужчины
| Соревнование | Спортсмены     | 1/32 финала        | 1/16 финала               | 1/8 финала                     | Четвертьфинал           | Полуфинал                | Финал                | Место |
| Соревнование | Спортсмены     | Соперник Результат | Соперник Результат        | Соперник Результат             | Соперник Результат      | Соперник Результат       | Соперник Результат   | Место |
| ------------ | -------------- | ------------------ | ------------------------- | ------------------------------ | ----------------------- | ------------------------ | -------------------- | ----- |
| до 73 кг     | Расул Бокиев   | Не участвовал      | GBRД. Уильямс В 1001:0000 | UZBН. Джуракобилов В 1001:0001 | JPNР. Накая П 0002:0011 | Утешительный турнир      | Утешительный турнир  | 7     |
| до 73 кг     | Расул Бокиев   | Не участвовал      | GBRД. Уильямс В 1001:0000 | UZBН. Джуракобилов В 1001:0001 | JPNР. Накая П 0002:0011 | FRAЮ. Легран П 0002:0010 | Завершил выступление | 7     |
| до 90 кг     | Парвиз Собиров | Не проводится      | ITAР. Мелони П 0013:0101  | Завершил выступление           | Завершил выступление    | Завершил выступление     | Завершил выступление | 17    |

### Лёгкая атлетика
Мужчины
Технические виды
| Соревнование   | Спортсмены      | Квалификация | Квалификация | Финал     | Финал |
| Соревнование   | Спортсмены      | Результат    | Место        | Результат | Место |
| -------------- | --------------- | ------------ | ------------ | --------- | ----- |
| Метание молота | Дильшод Назаров | 75,91        | 8 q          | 73,80     | 10    |

Женщины
Беговые виды
| Соревнование | Спортсмены           | Отборочный раунд | Отборочный раунд | Отборочный раунд | Полуфинал             | Полуфинал             | Полуфинал             | Финал                 | Финал                 |
| Соревнование | Спортсмены           | Забег            | Результат        | Место            | Забег                 | Результат             | Место                 | Результат             | Место                 |
| ------------ | -------------------- | ---------------- | ---------------- | ---------------- | --------------------- | --------------------- | --------------------- | --------------------- | --------------------- |
| 200 метров   | Владислава Овчаренко | 4                | 24,39            | 9                | Завершила выступление | Завершила выступление | Завершила выступление | Завершила выступление | Завершила выступление |

### Плавание
Женщины
| Соревнование             | Спортсмены         | Отборочный раунд | Отборочный раунд | Полуфинал             | Полуфинал             | Финал                 | Финал                 |                       |
| Соревнование             | Спортсмены         | Результат        | Место            | Результат             | Место                 | Результат             | Место                 |                       |
| ------------------------ | ------------------ | ---------------- | ---------------- | --------------------- | --------------------- | --------------------- | --------------------- | --------------------- |
| 50 метров вольным стилем | Катерина Измайлова | 31,27            | 60               | Завершила выступление | Завершила выступление | Завершила выступление | Завершила выступление | Завершила выступление |

### Стрельба
Мужчины
| Соревнование                       | Спортсмены     | Квалификация | Квалификация | Финал                | Финал                |
| Соревнование                       | Спортсмены     | Очки         | Место        | Очки                 | Место                |
| ---------------------------------- | -------------- | ------------ | ------------ | -------------------- | -------------------- |
| Пневматический пистолет, 10 метров | Сергей Бабиков | 562          | 44           | Завершил выступление | Завершил выступление |

### Тхэквондо
Мужчины
| Соревнование | Спортсмены      | 1/8 финала            | Четвертьфинал        | Полуфинал            | Утешительный раунд   | Утешительный раунд   | Финал                | Место |
| Соревнование | Спортсмены      | 1/8 финала            | Четвертьфинал        | Полуфинал            | Первый раунд         | Бой за 3-е место     | Финал                | Место |
| Соревнование | Спортсмены      | Соперник Результат    | Соперник Результат   | Соперник Результат   | Соперник Результат   | Соперник Результат   | Соперник Результат   | Место |
| ------------ | --------------- | --------------------- | -------------------- | -------------------- | -------------------- | -------------------- | -------------------- | ----- |
| до 80 кг     | Фарход Негматов | GBRЛ. Мухаммад П 1:7  | Завершил выступление | Завершил выступление | Завершил выступление | Завершил выступление | Завершил выступление | 11    |
| свыше 80 кг  | Алишер Гулов    | ITAК. Мольфетта П 3:7 | Не участвовал        | Не участвовал        | CHNЛю Сяобо П 1:6    | Завершил выступление | Завершил выступление | 7     |